# Sudão do Sul nos Jogos Olímpicos de Verão de 2024
Sudão do Sul participou dos Jogos Olímpicos de Verão de 2024, realizados em Paris, na França. Foi a terceira aparição consecutiva do país nos Jogos Olímpicos de Verão desde a estreia no Rio de Janeiro 2016.
Foi representado por 14 atletas que competiram no atletismo e basquetebol, mas nenhum conquistou medalhas.

## Competidores
Esta foi a participação por modalidade nesta edição:
| Esporte     | Masculino | Feminino | Total |
| ----------- | --------- | -------- | ----- |
| Atletismo   | 1         | 1        | 2     |
| Basquetebol | 12        | 0        | 12    |
| Total       | 13        | 1        | 14    |

## Desempenho

### Atletismo
Masculino
Eventos de pista
| Atleta       | Evento | Baterias | Baterias | Repescagem | Repescagem | Semifinal   | Semifinal   | Final       | Final       | Ref.  |
| Atleta       | Evento | Tempo    | Pos.     | Tempo      | Pos.       | Tempo       | Pos.        | Tempo       | Pos.        | Ref.  |
| ------------ | ------ | -------- | -------- | ---------- | ---------- | ----------- | ----------- | ----------- | ----------- | ----- |
| Abraham Guem | 800 m  | 1:48.74  | 9        | 1:49.45    | 8          | Não avançou | Não avançou | Não avançou | Não avançou | [ 5 ] |

Feminino
Eventos de pista
| Atleta      | Evento | Preliminar | Preliminar | Baterias    | Baterias    | Semifinal   | Semifinal   | Final       | Final       | Ref.  |
| Atleta      | Evento | Tempo      | Pos.       | Tempo       | Pos.        | Tempo       | Pos.        | Tempo       | Pos.        | Ref.  |
| ----------- | ------ | ---------- | ---------- | ----------- | ----------- | ----------- | ----------- | ----------- | ----------- | ----- |
| Lucia Moris | 100 m  | DNF        | DNF        | Não avançou | Não avançou | Não avançou | Não avançou | Não avançou | Não avançou | [ 6 ] |

### Basquetebol
Masculino
A seleção nacional masculina do Sudão do Sul se classificou para as Olimpíadas por ser a melhor equipe da África na Copa do Mundo de Basquetebol Masculino de 2023.
Elenco
A delegação foi composta de 12 jogadores:
- Carlik Jones
- Nuni Omot
- Khaman Maluach
- Bul Kuol
- Kuany Kuany
- Wenyen Gabriel
- JT Thor
- Marial Shayok
- Jackson Makoi
- Majok Deng
- Peter Jok
- Sunday Dech

Fase de grupos
|  | Equipes classificadas às quartas de final |

| Pos. | Equipe         | J | V | D | PF  | PC  | Dif | Pts |
| ---- | -------------- | - | - | - | --- | --- | --- | --- |
| 1    | Estados Unidos | 3 | 3 | 0 | 317 | 253 | +64 | 6   |
| 2    | Sérvia         | 3 | 2 | 1 | 287 | 261 | +26 | 5   |
| 3    | Sudão do Sul   | 3 | 1 | 2 | 261 | 278 | –17 | 4   |
| 4    | Porto Rico     | 3 | 0 | 3 | 228 | 301 | –73 | 3   |

Regras para classificação: 1) Pontos; 2) Confronto direto; 3) Diferença de pontos; 4) Pontos marcados.
| 28 de julho de 2024 11:00 | Relatório | Sudão do Sul                                  | 90–79 | Porto Rico                                                |  | Stade Pierre-Mauroy, Lille Público: 27 021 Árbitros: BIH Ademir Zurapović JPN Takaki Kato CRO Martin Vulić |  |
| 28 de julho de 2024 11:00 | Relatório | Placar por quarto: 20–28, 28–26, 23–15, 19–10 |       |                                                           |  | Stade Pierre-Mauroy, Lille Público: 27 021 Árbitros: BIH Ademir Zurapović JPN Takaki Kato CRO Martin Vulić |  |
| 28 de julho de 2024 11:00 | Relatório | Pts: Jones 19 Rbts: Gabriel 9 Asts: Jones 6   |       | Pts: Alvarado 26 Rbts: Conditt, Romero 6 Asts: Alvarado 5 |  | Stade Pierre-Mauroy, Lille Público: 27 021 Árbitros: BIH Ademir Zurapović JPN Takaki Kato CRO Martin Vulić |  |

| 31 de julho de 2024 21:00 | Relatório | Estados Unidos                                               | 103–86 | Sudão do Sul                                |  | Stade Pierre-Mauroy, Lille Público: 27 056 Árbitros: ESP Antonio Conde LAT Mārtiņš Kozlovskis JPN Takaki Kato |  |
| 31 de julho de 2024 21:00 | Relatório | Placar por quarto: 26–14, 29–22, 18–21, 30–29                |        |                                             |  | Stade Pierre-Mauroy, Lille Público: 27 056 Árbitros: ESP Antonio Conde LAT Mārtiņš Kozlovskis JPN Takaki Kato |  |
| 31 de julho de 2024 21:00 | Relatório | Pts: Adebayo 18 Rbts: Adebayo, Davis, James 7 Asts: Booker 6 |        | Pts: Omot 24 Rbts: Gabriel 10 Asts: Jones 7 |  | Stade Pierre-Mauroy, Lille Público: 27 056 Árbitros: ESP Antonio Conde LAT Mārtiņš Kozlovskis JPN Takaki Kato |  |

| 3 de agosto de 2024 21:00 | Relatório | Sérvia                                               | 96–85 | Sudão do Sul                                        |  | Stade Pierre-Mauroy, Lille Público: 20 916 Árbitros: BIH Ademir Zurapović FRA Yohan Rosso ARG Juan Fernández |  |
| 3 de agosto de 2024 21:00 | Relatório | Placar por quarto: 23–22, 24–22, 25–23, 24–18        |       |                                                     |  | Stade Pierre-Mauroy, Lille Público: 20 916 Árbitros: BIH Ademir Zurapović FRA Yohan Rosso ARG Juan Fernández |  |
| 3 de agosto de 2024 21:00 | Relatório | Pts: Bogdanović 30 Rbts: Jokić 13 Asts: Bogdanović 8 |       | Pts: Jones, Shayok 17 Rbts: Gabriel 8 Asts: Jones10 |  | Stade Pierre-Mauroy, Lille Público: 20 916 Árbitros: BIH Ademir Zurapović FRA Yohan Rosso ARG Juan Fernández |  |